# NGC 289
NGC 289 је спирална галаксија у сазвежђу Вајар која се налази на NGC листи објеката дубоког неба.
Деклинација објекта је - 31° 12' 20" а ректасцензија 0h 52m 42,1s. Привидна величина (магнитуда) објекта NGC 289 износи 10,9 а фотографска магнитуда 11,7. Налази се на удаљености од 23,400 милиона парсека од Сунца. NGC 289 је још познат и под ознакама ESO 411-25, MCG -5-3-10, VV 484, AM 0050-312, IRAS 00502-3128, PGC 3089.